# Golden League 1999
La deuxième édition de la Golden League s'est déroulée du 30 juin au 7 septembre 1999. Régie par l'IAAF, elle est composée de sept meetings internationaux. Les deux athlètes vainqueurs des sept épreuves sont la roumaine Gabriela Szabó et le danois Wilson Kipketer. Ils repartent chacun avec 25 kg d'or.

## Calendrier
| # | Meeting            | Lieu      | Pays      | Date             |
| - | ------------------ | --------- | --------- | ---------------- |
| 1 | Bislett Games      | Oslo      | Norvège   | 30 juin 1999     |
| 2 | Golden Gala        | Rome      | Italie    | 7 juillet 1999   |
| 3 | Meeting de Paris   | Charléty  | France    | 21 juillet 1999  |
| 4 | Meeting Herculis   | Monaco    | Monaco    | 4 août 1999      |
| 5 | Weltklasse Zürich  | Zurich    | Suisse    | 11 août 1999     |
| 6 | Mémorial Van Damme | Bruxelles | Belgique  | 3 septembre 1999 |
| 7 | ISTAF              | Berlin    | Allemagne | 7 septembre 1999 |

## Vainqueurs
| Athlète         | Épreuve         |
| --------------- | --------------- |
| Wilson Kipketer | 800 m           |
| Gabriela Szabó  | 3 000 m/5 000 m |